# Heinrich Escher (Politiker, 1626)

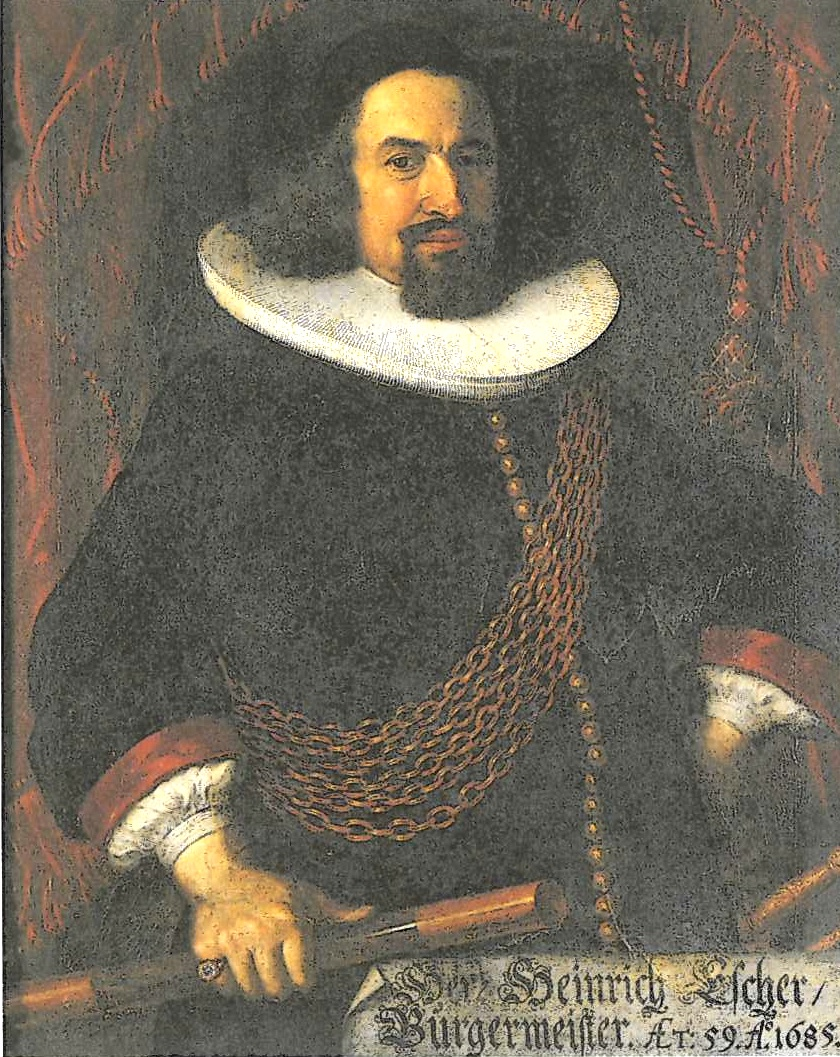
Bürgermeister Heinrich Escher

Zunfthaus zur Meisen am Münsterhof in Zürich

Heinrich Escher (* 26. Juli 1626 in Zürich; † 20. April 1710 ebenda) war ein Schweizer Kaufmann, Diplomat und Bürgermeister von Zürich.

## Leben
Heinrich Escher entstammt der Zürcher Familie Escher vom Glas. Seine Eltern waren Cleophea Künzli, die Tochter des Schultheissen Heinrich Künzli von Winterthur, und Hans Conrad Escher, ein reicher Kaufmann, Schultheiss am Stadtgericht und Ratsmitglied. Escher besuchte von 1633 bis 1640 die Lateinschule in Zürich, danach bis um das Jahr 1642 das Internat von Montauban. Anschliessend arbeitete er eineinhalb Jahre als Praktikant in Handelshäusern in Lyon und Toulouse und trat als ausgebildeter Kaufmann ins väterliche Textilhandelsgeschäft in Zürich ein. Um das Jahr 1645 heiratete er Regula Werdmüller (* 1625; † 1698), die Tochter des Eisenhändlers Hans Jakob Werdmüller, in jener Zeit einer der reichsten Bürger der Stadt Zürich.
Heinrich Escher machte die Schokolade in der Schweiz bekannt, nachdem er bei einem Besuch in Brüssel im Jahr 1697 Trinkschokolade gekostet hatte.

## Politische Laufbahn
1652, zu Beginn seiner politischen Laufbahn, wurde Heinrich Escher Vertreter der «Zunft zur Meisen» im Grossen Rat (Zwölfer) und von 1663 bis 1668 im Kleinen Rat. 1669 folgte die Wahl zum Vogt von Kyburg, 1676 zum Ratsherr freier Wahl, ehe er von 1678 an bis zu seinem Tod Bürgermeister des «Natalrats» (ab Natale Domini, 25. Dezember, amtierende Ratshälfte) war.
1662 beteiligte sich Escher an der Gründung des Kaufmännischen Direktoriums, einer bis ins 19. Jahrhundert bestehenden Handelskammer. Als Vertreter der Kaufleute war er 1663 zusammen mit Bürgermeister Johann Heinrich Waser Mitglied der Zürcher Delegation zur Erneuerung der Soldallianz Zürichs mit Ludwig XIV. in Paris, wo er sich für die Zollfreiheiten und Handelsprivilegien der Kaufleute einsetzte, die schon bald durch Colberts merkantilistische Zollreformen abgebaut wurden. Nach der Bedrohung Genfs und der dort aufgenommenen Waldenser und Hugenotten durch Frankreich wurde Escher zusammen mit dem Berner Venner Niklaus Dachselhofer an den Hof Ludwig XIV. gesandt, um die Interessen der evangelischen Stände Zürich und Bern und des mit ihnen verbündeten Standes Genf zu vertreten. Die Erbauung der Festung Hüningen 1679 und die Einnahme von Strassburg 1681, das mit Zürich und Bern verbündet war, belastete die Beziehung zu Frankreich zusehends, zumal Genf und Mühlhausen weiter bedrängt wurden. Dazu wurden die eidgenössischen Truppen in Frankreich laufend schlechter gestellt. Unter Escher schloss Zürich daher 1693 mit den protestantischen  Niederlanden ein Soldbündnis, mit welchem das Monopol Frankreichs auf reformierte Söldner gebrochen wurde. Bei den Basler Unruhen 1691 wurden die eidgenössischen Orte um Vermittlung ersucht. Zürich und Bürgermeister Escher hätten die Sache lieber ganz in reformierten Händen behalten, aus Sorge, die katholischen Orte könnten sonst ein Gewicht erhalten, das sich auch bei landesfriedlichen Streitigkeiten negativ auswirken könnte.
Heinrich Escher trug massgeblich zu einer Wende in den Beziehungen zwischen den evangelischen Ständen (Kantonen) der Alten Eidgenossenschaft und dem Königreich Frankreich bei, indem eine Abkehr im Primat der Politik von der Konfession als bestimmendem Faktor zu pragmatischen und ökonomischen Kriterien im politischen Handeln erreicht wurde.